# Terebra pseudoturbonilla
Terebra pseudoturbonilla é uma espécie de gastrópode do gênero Terebra, pertencente a família Terebridae.